# 沖野等
沖野 等（おきの ひとし、1959年3月19日 - 2009年9月11日）は、日本の元サッカー選手、指導者（JFA 公認S級コーチ）。広島県広島市出身。

## 来歴
広島市立似島中学校、広島市立広島工業高等学校、明治大学出身。1981年、フジタに入社、広島フジタSCに所属。
現役引退後は指導者として活躍。1994年から広島フジタサッカースクールのコーチとして、猿田浩得・柴村直弥などを育てた。その後フジタの子会社だった関係から、2001年から湘南ベルマーレに入社し育成部門の責任者に就任、2004年にJFA 公認S級コーチライセンス取得。2005年から川崎フロンターレ普及グループ長に就任した。
2006年、J1に復帰したアビスパ福岡にサテライト監督として入団。当初は松田浩監督、同年6月から川勝良一監督のもとトップチームコーチとしても活躍。J1・J2入れ替え戦敗退の責任を取って辞任した川勝のあとを受け同年12月から監督代行に就任、同年の天皇杯において浦和レッドダイヤモンズ戦1試合のみ暫定で監督を務めた。2007年福岡育成統括に就任するものの、同年末にチームの組織再編に伴い小林伸二チーム統括グループ長および中村重和チーム統括グループ副長と共に契約を打ち切られる。
翌2008年、JFLで最下位に沈んでいたアルテ高崎総監督に就任しチーム建て直しに尽力。同年10月から将来のJリーグ加盟を目指すFC町田ゼルビア強化育成部長に就任した。
2009年9月10日、町田育成部のサッカースクールで指導をしていたところ突然倒れ、翌11日午前0時3分急性心筋梗塞のため死去。享年50。

## 参考資料
- 訃報　沖野等 強化育成部長　逝去のお知らせ（2009年9月11日付町田ゼルビア公式）